# Goryphus horeiensis
Goryphus horeiensis är en stekelart som beskrevs av Tohru Uchida 1932. Goryphus horeiensis ingår i släktet Goryphus och familjen brokparasitsteklar. Inga underarter finns listade i Catalogue of Life.